# Johann George Korb
Johann George Korb (allemand : Johann Georg Korb) est un diplomate et homme politique allemand.
En 1698, il est secrétaire de l'ambassade envoyée par l'empereur du Saint-Empire germanique Léopold Ier à Moscou auprès de l'empereur Pierre Ier. Le chef de cette ambassade était le comte Ignace Christophe von Guarient und Räal (de). Johann Kobr est le premier auteur étranger à décrire la Russie sous Pierre le Grand.

## Ambassade en Russie
L'ambassade quitte Vienne le 10 janvier 1698 pour la Russie et en revient le 27 septembre 1699. Elle reste à Moscou du 29 avril 1698 au 23 juillet 1699. Korb tient son journal durant toute la durée du voyage.
Pendant le séjour de l'ambassade à Moscou se produit la révolte des streltsy, qui aboutit à la répression dont Korb est témoin. Tout ce qu'il voit, il le décrit dans son journal. Il fait la connaissance d'autres notables témoins des évènements qui étaient des proches de Pierre Ier : la famille Galitsine, la famille Narychkine, Menchikov, Romodanovski et d'autres encore.
Le journal est publié à Vienne en latin en 1700. Mais dès 1702, à la demande du gouvernement russe, la quasi-totalité du tirage a été retirée de la vente et détruite, si bien que les exemplaires subsistants sont devenus des raretés bibliographiques. La raison de la saisie et de la destruction était la prétendue exagération des atrocités commises par le pouvoir à l'encontre des streltsy révoltés, que l'ambassadeur a décrites. La cour de Vienne avait en vue la création d'un alliance avec la Russie contre les Suédois et contre les Ottomans et ne souhaitait pas créer un conflit avec la Russie, son allié potentiel. Par ailleurs, une autre raison de la destruction des exemplaires du livre de Korb était que l'ouvrage donnait des plans détaillés des nouvelles forteresses russes qui auraient pu être utilisées par les Suédois ou par les Turcs.

## Carrière ultérieure
Les missions diplomatiques n'étaient pas le seul domaine d'activité de Korb. À partir de 1700, il passe au service du duché de Palatinat-Soulzbach où il occupe une place bien en vue : à partir de 1705, il est membre du conseil de la couronne et à partir de 1712 il est conseiller de la cour, en 1732 il devient chancelier.
L'hôtel de ville de Karlstadt-sur-le-Main a conservé un portrait de Johann Korb.

## Publication du journal de J. Korb en latin
- Journal de voyage en Moscovie de l'illustre et magnifique seigneur Ignace Christophore de Guarient, du saint Empire romain germanique, du royaume de Hongrie conseiller de l'empereur romain invincible Léopold Ier, chez le sérénissime et le plus puissant tsar de la Grande Moscovie, Pierre Alexievitch en l'année de grâce 1698. Description de Johan George Korb, secrétaire. Vienne, Autriche, Voigt 1700 ; Diarium itineris in Moscoviam perillustris ac magnifici domini Ignatii Christophori nobilis domini de Guarient, & Rall, Sacri Romani Imperii, & Regni Hungariae Equitis, Sacrae Caefareae Majestatis Consiliarii Aulico-Bellici ab Augustißimo & Invictißimo Romanorum Imperatore Leopoldo I. ad Serenißimum, ac Potentißimum Tzarum et Magnum Moscoviae Ducem Petrum Alexiowicium anno MDCXCVIII ablegati extraordinarii. Descriptum a Joanne Georgio Korb, p.t. Secretario Ablegationis Caesareae. Viennae Austriae, Voigt, [1700]. Exemplaire numérisé de la collection de la Bibliothèque de Bavière Оцифрованный экземпляр из собрания Баварской Государственной Библиотеки

### Traductions en russe
- Journal de voyage dans l'État de Moscovie d'Ignace Christophoe Gvariente, ambassadeur de l'empereur du Saint-Empire germanique Léopold Ier auprès du tsar Pierre Ier en 1698, tenue par le secrétaire d'amabassade Johann Korb / édite et imprimé par B. V Genève et Mikhail Semevsky (en) // ЧОИДР 1866, livre. 4; 1867, livre. 1; 1867, livre. 3.
- (ru) Korb (Корб И. Г.), Journal d'un voyage en Moscovie (Дневник путешествия в Московию) (1698 et 1699), Saint-Pétersbourg,‎ 1906, p. 322[5]
- Korb I. (Корб И. Г.), Journal d'un voyage en Moscovie (Дневник путешествия в Московское государство), Moscou,‎ 1997 (lire en ligne)